# Das Stundenglas
Das Stundenglas ist ein Adventure-Spiel der Firma Weltenschmiede. Es wurde 1990 in Zusammenarbeit mit der Firma Software 2000 entwickelt und ist eines der wenigen kommerziell erfolgreichen, deutschsprachigen Textadventures.

## Handlung
Im Jahr 2012 ist die Erde infolge des Klimawandels verwüstet. In einer kleinen Stadt wird der Spieler von einer Bande Plünderer überfallen und rettet sich in einen verlassenen, kleinen Spielzeugladen, wo er eine alte Truhe findet. Nachdem der Spieler die Truhe geöffnet hat und in sie hineingestiegen ist, findet er sich in einer anderen Welt wieder. Es handelt sich um das Munterwassertal. Schon bald muss er erfahren, dass sowohl das Stundenglas als auch die Hälfte der Einwohner verschwunden sind und er zwölf Münzen finden muss, um das Stundenglas zurückzubekommen und die verschwundenen Einwohner zurückzubringen. Die Münzen erhält er von den verbliebenen Einwohnern, die sie ihm jedoch zumeist nicht freiwillig aushändigen, sondern im Austausch einen kleinen oder großen Gefallen erledigt haben wollen. Ein weiteres Problem ist die Zeit, da man sich maximal zwölf Tage im Munterwassertal aufhalten kann und jede Aktion Zeit benötigt.

## Spielprinzip
Alle Anweisungen mussten in eine Art Konsole in vollständigen Sätzen eingegeben werden. Nur wenige Synonyme waren eingepflegt worden, und so musste man alles stets sehr genau nehmen (so gab es zum Beispiel einen Eisenschlüssel, der auch Eisenschlüssel genannt werden musste und nicht etwa Schlüssel). Das Spiel verfügt über einen internen Tag/Nacht-Rhythmus, der sich für den Spieler in zweierlei Hinsicht manifestiert: Tagsüber bewegen sich die NPCs im Rahmen ihrer täglichen Routine durch das Munterwassertal, und nachts zeigt die Software für die gleichen Orte abgewandelte Standgrafiken an.

## Entwicklungs- und Produktionsdetails
Zum Zeitpunkt des Entstehens war Das Stundenglas ein reines Textadventure; die Grafiken wurden erst im Rahmen der Endproduktion eingefügt. Die Spielgrafiken wie auch die Illustrationen der Packungsbeilagen wurden dabei von Harald Evers (damals noch Harald Krüger) auf einem Atari ST erstellt. Original wurde das Spiel sowohl auf drei 5,25"-Disketten als auch auf zwei 3,5"-Disketten ausgeliefert. Ferner befanden sich im Karton eine Spielbeschreibung, eine Karte der Spielwelt, ein Coderad sowie eine 40-seitige Kurzgeschichte, die im Spiel referenziert wurde.

## Rezeption
Der Amiga Joker bezeichnete Das Stundenglas als ein „phantasievolles Fantasy-Abenteuer“ und lobte die Rätsel und den „verständigen“ Parser des Spiels sowie die „märchenhaften Charaktere“, kritisierte aber die Grafiken als „nachträgliche Beilage“ und hob das Fehlen von Sound hervor. Die ASM lobte die „in schöner Form erzählte“ Geschichte sowie die gut ausgearbeitete Kommunikation mit NPCs, kritisierte aber den damals hohen Verkaufspreis, den nicht ganz fehlerfreien Parser und die Grafiken.